# Doctor Who (10.ª temporada clássica)
A décima temporada clássica da série de televisão britânica de ficção científica Doctor Who começou com o arco The Three Doctors, produzido em comemoração ao décimo aniversário da série, e foi encerrado pelo arco The Green Death. Ao todo, foram produzidos 26 episódios, exibidos entre 30 de dezembro de 1972 e 23 de junho de 1973. Esta foi a quarta temporada de Jon Pertwee como o Terceiro Doutor e a terceira e última de Katy Manning como Jo Grant.

## Elenco

### Principal
- Jon Pertwee como o Terceiro Doutor
- Katy Manning como Jo Grant

### Recorrente
- Nicholas Courtney como Brigadeiro Lethbridge-Stewart
- John Levene como Sergeant Benton
- Richard Franklin como Mike Yates
- Roger Delgado como O Mestre
- Patrick Troughton como o Segundo Doutor
- William Hartnell como o Primeiro Doutor

## Seriais
| História | Serial | Título               | Dirigido por      | Escrito por                 | Exibição original | Cód. de produção | Audiência no Reino Unido (milhões) | AI |
| -------- | ------ | -------------------- | ----------------- | --------------------------- | --- | ---------------- | ---------------------------------- | -- |
| 65       | 1      | The Three Doctors    | Lennie Mayne      | Bob Baker e Dave Martin     | 30 de dezembro de 19726 de janeiro de 197313 de janeiro de 197320 de janeiro de 1973                                  | RRR              | 9,610,88,811,9                     | —  |
| 66       | 2      | Carnival of Monsters | Barry Letts       | Robert Holmes               | 20 de janeiro de 19733 de fevereiro de 197310 de fevereiro de 197317 de fevereiro de 1973                             | PPP              | 9,59,09,2                          | —  |
| 67       | 3      | Frontier in Space    | Paul Bernard      | Malcolm Hulke               | 24 de fevereiro de 19733 de março de 197310 de março de 197317 de março de 197324 de março de 197331 de março de 1973 | QQQ              | 9,17,87,57,17,78,9                 | —  |
| 68       | 4      | Planet of the Daleks | David Maloney     | Terry Nation                | 7 de abril de 197314 de abril de 197321 de abril de 197328 de abril de 19735 de maio de 197312 de maio de 1973        | SSS              | 11,010,710,18,39,78,5              | —  |
| 69       | 5      | The Green Death      | Michael E. Briant | Robert Sloman e Barry Letts | 19 de maio de 197326 de maio de 19732 de junho de 19739 de junho de 197316 de junho de 197323 de junho de 1973        | TTT              | 9,27,27,86,88,37,0                 | —  |

## Lançamentos em DVD
Todas as histórias da 10ª temporada foram lançados em DVD entre 2002 e 2009.
| História | Número e duração dos episódios | Data de lançamento na Região 2 | Data de lançamento na Região 4 | Data de lançamento na Região 1 |
| --- | ------------------------------ | ------------------------------ | ------------------------------ | ------------------------------ |
| The Three Doctors | 4 × 25 min.                    | 24 de novembro de 2003         | 12 de novembro de 2003         | 2 de março de 2004             |
| The Three Doctors – Edição especial Parte da coleção Revisitations 3.                                                           | 4 × 25 min.                    | 13 de fevereiro de 2012        | 1 de março de 2012             | 13 de março de 2012            |
| Carnival of Monsters | 4 × 25 min.                    | 15 de julho de 2002            | 2 de setembro de 2002          | 1 de julho de 2003             |
| Carnival of Monsters – Edição especial Parte da coleção Revisitations 2 das Regiões 2 e 4. Vendido individualmente na Região 1. | 4 × 25 min.                    | 28 de março de 2011            | 5 de maio de 2011              | 10 de abril de 2012            |
| Dalek War: Frontier in Space (6 episódios) Planet of the Daleks (6 episódios)                                                   | 12 × 25 min.                   | 5 de outubro de 2009           | 4 de fevereiro de 2010         | 2 de março de 2010             |
| The Green Death | 6 × 25 min.                    | 10 de maio de 2004             | 5 de agosto de 2004            | 1 de março de 2005             |
| The Green Death - Edição especial                                                                                               | 6 x 25 min.                    | 5 de agosto de 2013            | 7 de agosto de 2013            | 13 de agosto de 2013           |

## Romantizações
| História             | Título do romance                       | Autor          | Publicação |
| -------------------- | --------------------------------------- | -------------- | ---------- |
| The Three Doctors    | The Three Doctors                       | Terrance Dicks | 1975       |
| Carnival of Monsters | Doctor Who and the Carnival of Monsters | Terrance Dicks | 1977       |
| Frontier in Space    | Doctor Who and the Space War            | Malcolm Hulke  | 1976       |
| Planet of the Daleks | Doctor Who and the Planet of the Daleks | Terrance Dicks | 1976       |
| The Green Death      | Doctor Who and the Green Death          | Malcolm Hulke  | 1975       |